# Alva Sandberg-Norrlander
Alva Sandberg-Norrlander, tidigare Alva Sandberg, född 25 september 1899 i Misterhult, Kalmar län, död 1 mars 1961 i Stockholm, var en svensk organist, kantor, musiklärare och kompositör.

## Biografi
Alva Sandberg föddes 1899 i Misterhult, Kalmar län. Hon var dotter till organisten Nils Nilsson Sandberg och Olga Constance Mellqvist. Hennes pappa avled redan 1910. Omkring 1924 blev Alva musikdirektör och flyttade samma år till Kungsholmens församling i Stockholm.
1917 tog hon organistexamen och kyrkosångarexamen i Strängnäs. Sandberg tog organistexamen 1918 och musiklärarexamen 1921 vid Kungl. Musikkonservatoriet. 1923 tog hon studentexamen i Stockholm, som privatist. Under åren 1919-1922 bedrev hon studier i partitur och mellan 1922 och 1923 i orkesterdirigering. Sandberg studerade även komposition och musikalisk formlära för Guerrini i Florens. Innan hon fick fast tjänst, vikarierade hon i olika kyrkan som organist och kantor i Stockholm. 1924-1936 arbetade hon som organist och kantor i Swedenborgs minneskyrka, Nya kyrkans svenska församling. Hon gifte sig 1925 med komminister Åke Hilding Norrlander (1880-1941). Sandberg-Norrlander blev 1932 musiklärare vid Högre allmänna läroverket för flickor på Norrmalm. Hon hade tidigare haft tillfälliga tjänster på skolor i Stockholm.
1942 blev hon ledamot i läroboksnämnden för läroböcker i musik för läroverken. År 1944 blev hon sekreterare vid Musiklärarnas Riksförbund och från 1946 redaktör för tidningen Skolmusik. År 1947 var hon ledamot av läroboksnämndens musikutredning.
Sandberg-Norrlander har under sin år som musiker gjort studieresor i Europa och haft konserter i nästan hela Sverige. Hon arbetade även som kompositör. Alva avled 1 mars 1961 i Stockholm.

## Verk

### Sånger
- Sommarafton Solen går så vackert ned. För sång och piano.[12]

- Hymn för sång och orgel eller piano.[13]

- Julvisa Du vita snö fall tyst och tätt. Skrivet för unison barnkör eller solo med orgel eller piano. Text av  August Lindh. Utgiven 1925 av Sval och Söderlund, Stockholm.[14]

- Elementarbok i musik för högre allmänna läroverk, seminarier och därmed jämställda läroanstalter. Utgiven 1930, 1941, 1946 och 1951.[15][16][17][18]

- Svinvaktaren, rim och musik i fyra akter efter H.C. Andersens saga Svinaherden [19]

### Pianoverk
- Vår vals. Tillägnad Högre allmänna läroverket för flickor på Norrmalm.[20]

### Arrangemang
- Jul-svit till skolornas tjänst. För solo och enstämmig, tvåstämmig och trestämmig kör med ackompanjemang av piano, gong-gong, triangel och bjällror. Utgiven 1933 av Elkan & Schildknecht.[21]

- Fyrstämmiga damkörer. Arrangemang för skolan.[22]